# Bad Bergzabern
Bad Bergzabern är en stad i Landkreis Südliche Weinstraße, förbundslandet Rheinland-Pfalz, Tyskland med cirka 9 000 invånare.
Staden ingår i kommunalförbundet Verbandsgemeinde Bad Bergzabern tillsammans med ytterligare 20 kommuner.

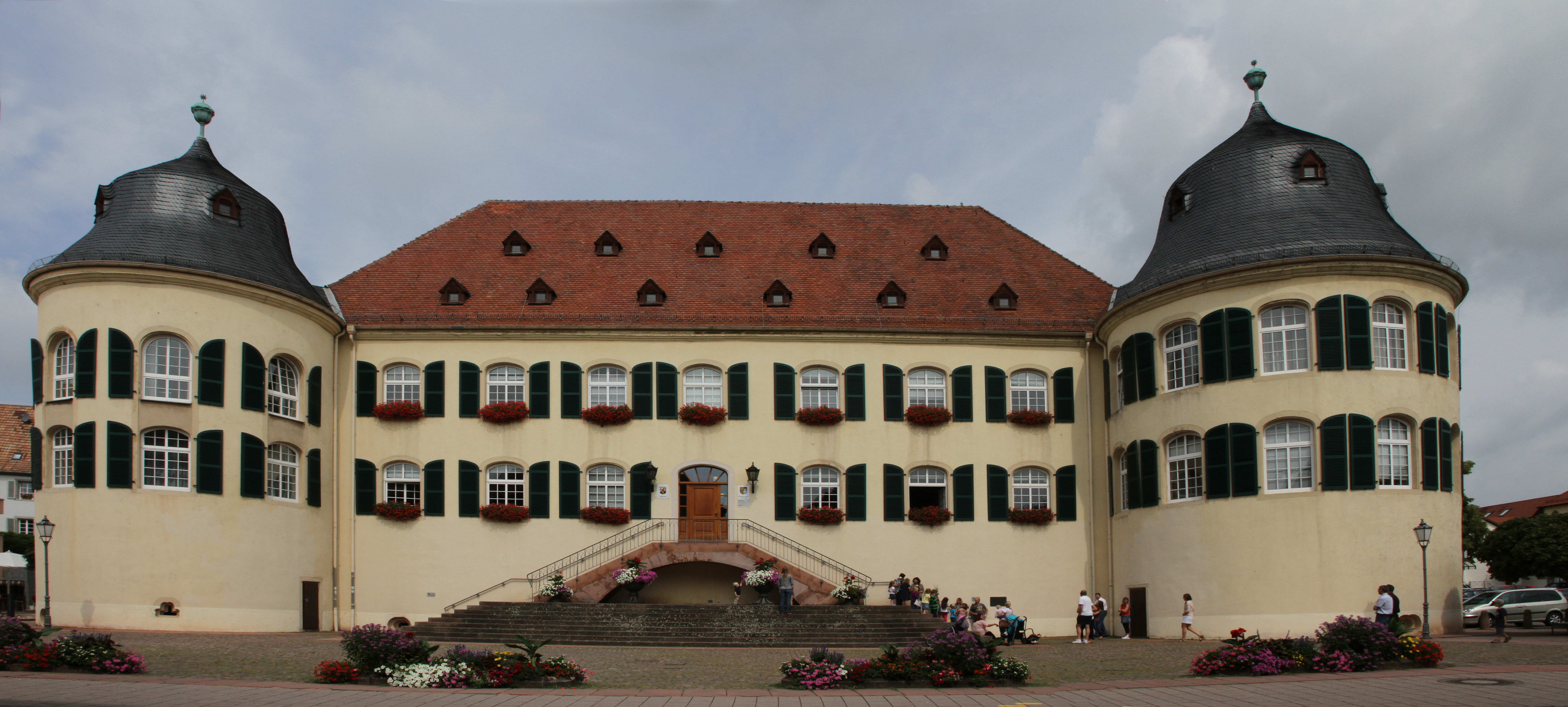